# انضباط (آلبوم کینگ کریسمسون)
انضباط (به انگلیسی: Discipline) هشتمین آلبوم استودیویی توسط گروه راک پیشرو انگلیسی کینگ کریمسون است که در ۲۲ سپتامبر ۱۹۸۱ توسط ای جی رکوردز منتشر شد. این آلبوم اولین آلبوم کینگ کریمسون پس از وقفه‌ای هفت ساله بود.
فقط بنیان‌گذار رابرت فریپ و بعداً بیل بروفورد نیز از تجسم قبلی باقی مانده است. بقیه گروه موسیقی نوازندگان آمریکایی آدریان بیلو (گیتار، خواننده اصلی) و تونی لوین (گیتار بیس، چپمن استیک، وکال پشتیبان) بودند. این آلبوم به صدایی جدیدتر از موج گرا در دهه ۱۹۸۰ منجر شد.